# Берестейское воеводство
Бе́рестейское воево́дство (пол. Województwo brzeskie) — административно-территориальная единица в Великом княжестве Литовском и Речи Посполитой, существовавшая в 1566—1795 годах. Воеводский город — Брест (Бе́рестье). Воеводство было образовано в результате административно-территориальной реформы 1565—1566 годов.
Площадь воеводства составляла 40 600 км². Герб воеводства представлял собой червлёный щит с лазоревым рыцарем на серебряном коне (вариант герба «Погоня»). Воеводская хоругвь была лазоревой, с гербом в центре.

## История
Воеводство было образовано в 1566 году в результате выделения из состава образованного в 1520 году Подляшского воеводства Берестейского, Каменецкого и Кобринского поветов. Выделение Берестейского воеводства в ходе административной реформы 1565—1566 годов связывают с подготовкой к Люблинской унии 1569 году, по которой Подляшское воеводство было включено в состав Польской Короны. Таким образом, создание Берестейского воеводства было направлено на сохранение этих земель в составе Великого княжества Литовского. Между тем, историк Матвей Любавский считал, что до административной реформы территории будущего Берестейского воеводства входили в состав не Подляшского, а Трокского воеводства.
Воеводство было создано в составе двух поветов — Берестейского и Пинского. Берестейский повет состоял из земель бывших Берестейской и Каменецкой волостей (поветов). В состав Пинского повета вошли территории бывших удельных княжеств: Пинского, Кобринского, Туровского, Давид-Городокского и Дубровицкого.
В неизменном виде воеводство просуществовало до конца XVIII века, когда в 1791 году были выделены отдельные Кобринский и Пинско-Заречный поветы. В 1792 году Пинско-Заречный повет с центром в Плотнице был переименован в Запинецкий повет, а его центром стал Столин.
В 1793 году в результате второго раздела Речи Посполитой восточная часть воеводства была включена в состав Российской империи. В 1795 году по третьему разделу Речи Посполитой оставшаяся часть воеводства была разделена между Россией, Австрией и Пруссией. В состав последних двух держав были включены самые западные районы, практически всё воеводство оказалось в составе Российской империи.

## Должностные лица
Воеводы:
Каштеляны:
- 1566—1575: Ян Гайка
- 1580—1585: Богдан Сапега
- 1585—1588: Криштоф Зенович
- 1588—1593: Ипатий Поцей
- 1593 — ок. 1603: Григорий Война
- 1603—1610: Семён Война
- 1610—1615: Иван Мелешко
- 1615—1621: Лукаш Копать
- 1621—1623: Михаил Дольский
- 1624—1627: Богдан Стравинский
- 1627—1643: Андрей Мосальский
- 1643—1651: Франтишек Александр Копать
- 1652—1666: Мельхиор Станислав Савицкий
- 1666—1668: Криштоф Пекарский
- 1668—1672: Стефан Курч
- 1672—1687: Стефан Песочинский
- 1687—1698: Доминик Савицкий
- 1698—1701: Николай Садовский
- 1701—1708: Криштоф Раецкий
- 1710—1721: Рейхальд Садовский
- 1721—1731: Ян Несторович
- 1731—1736: Валериан Антоний Жаба
- 1736—1748: Стефан Тарковский
- 1748—1756: Ян Хрептович
- 1757—1763: Ян Гарайн
- 1768—1773: Мартин Матушевич
- 1774—1783: Юзеф Быстрый
- 1783—1795: Юзеф Щит-Немирович

Старосты Берестейские:
- 1506—1507: Василий Глинский
- 1506—1511: Александр Гольшанский (наместник)
- 1529: Александр Ходкевич
- 1540-е: Щесны Илинич
- 1550-е: Николай Радзивилл «Чёрный»
- 1580-е: Иероним Ходкевич
- 1680-е: Казимир Ян Сапега
- 1690-е: Казимир Владислав Сапега
- 1720-е: Ян Фредерик Сапега

Старосты Пинские:
- 1524-1540:  Иван Михайлович Хоревич[6]
- 1544-1546:  Петр Кирдеевич Мыльский[7]
- 1552-1555:  Станислав Хвальчевский
- 1570-е: Януш Збаражский
- 1574—1580: Лаврин Война
- 1582—1586: Лев Воронецкий (подстароста)
- 1620-е: Альбрехт Станислав Радзивилл
- 1695—1701: Януш Антоний Вишневецкий
- 1700-е: Михал Серваций Вишневецкий
- 1700-е: Януш Антоний Збаражский
- 1730-е: Михал Серваций Збаражский